# Disney Sjov
Disney Sjov var et ugentligt tv-program for børn, der blev sendt fredag aften på DR1 og genudsendt lørdag morgen på DR Ramasjang fra 1991 til 2022. Programmet var den danske udgave af det amerikanske tv-program The Disney Afternoon og bestod af flere forskellige tegnefilm, nye som gamle, fra Disney-universet. I hvert program blev der vist som regel vist to afsnit fra en moderne Disney-tv-serie (fra 1980'erne til 2010'erne), samt to klassiske kortfilm fra 1930'erne-1960'erne. Programmet var tilrettelagt af DR's Disneys Sjovs redaktør, Jakob Stegelmann.
Programmet blev sendt i Danmark for første gang fredag den 25. oktober 1991 kl. 18:30 på DR1. I efteråret 1992 blev Disney Sjov ligeledes sendt tirsdag eftermiddag kl. 17:00. I 1994 skiftede sendetidspunktet til fredag kl. 19:00 med genudsendelse lørdag morgen kl. 09:00, og samtidig fik programmet en ny grafisk opsætning. Programmet holdt en pause i 1999, da DR1 ikke syntes at pris og kvalitet på tegnefilmene hang sammen, men efter en massiv seerstorm, vendte programmet tilbage på skærmen fredag aften, med genudsendelse lørdag morgen kl. 08:00.
Tegnefilmene er også blevet sendt på TV 3 og TV Danmark, og i 2003 fik tegnefilmene deres egen TV-kanal, da Disney Channel startede, efterfulgt i 2005 af søsterkanalen Toon Disney, som i 2009 blev erstattet af Disney XD i Danmark, samt Playhouse Disney i 2006. I de første 7 uger af programmets levetid, var samtlige tegnefilm med danske undertekster, men efter massive forældreklager, fik de to nye serier i programmet d. 13. december dansk tale. De klassiske kortfilm blev fortsat sendt med undertekster. Programmets form fortsatte sådan indtil fredag d. 30. december 2022, da den sidste udsendelse af Disney Sjov blev udsendt.
I november 2022 annoncerede DR at de ville afvikle Disney Sjov med udgangen af 2022. I stedet ville FredagsTamTam overtage sendetiden fredag aften kl 19.
Fredag d. 5 april 2024 har Disney genoptaget Disney Sjov og kan findes på Disney Channel hver fredag mellem kl. 19:00 til 20.00.

## Tegnefilm
- Nye eventyr med Peter Plys (1992-1993, 2022)
- Rip, Rap og Rup på eventyr (1992-1993, 2016 og 2018-2019, 2024)
- Bubbi Bjørnene (1993, 2009, 2011, 2014, 2019 og 2020)
- Chip & Chap: Nøddepatruljen (1993-1994, 2020,2024)
- Luftens Helte (1993-1994 og 2016, 2021)
- Darkwing Duck (1994-1995, 2013, 2016 og 2021,2024)
- Max & Mule (1994-1995,2024)
- Den lille Havfrue (1995-1996 og 2017)
- Rå Streger (1996)
- Bonkers (1997)
- Aladdin (1997 og 2011, 2017)
- Rap Sjak (1998)
- Timon & Pumba (1998, 2000 og 2009, 2012)
- 101 Dalmatinere (tv-serie) (2000 og 2008, 2015)
- Herkules (2001)
- Buzz Lightyear fra Star Command (2002)
- Legenden om Tarzan (2002-2014)
- Kim Possible (2003)
- Lilo og Stitch: Serien (2004)
- Barbaren Dave (2004-2009)
- Hos Mickey (2005)
- Brandy og Hr. Vimse (2006)
- Kejserens nye skole (2006-2008 og 2016)
- Junglebogens Junglebørn (2007, 2015)
- Phineas og Ferb (2008, 2010, 2011, 2012, 2013, 2014, 2015, 2017, 2018-2019, 2024)
- Lloyd i rummet (2009) (Kun i en kort periode)
- Pepper Ann (2009) (Kun i en kort periode)
- Substitutterne (2009) (Kun i en kort periode)
- Milo Murphys' lov (2018) (kun i en kort periode)
- 7D (tv-serie) (- 2016)
- To på flugt serien (- 2018-2019, 2021)
- Løvernes Garde (- 2017-2018, 2020, 2021)
- Vampyrina (- 2018) (kun i en kort periode)
- Dalmatinervej 101 (- 2020) (kun i en kort periode)
- Elena fra avalor (2022,2024)
- Amphibia (2022)

## Afslutning
I november 2022 annoncerede DRs direktør for Kultur, Børn og Unge, Henrik Bo Nielsen at Disney Sjov i forbindelse med nye planer for børneområdet i DR, ville blive afviklet, og at et nyt program kaldet FredagsTamTam ville overtage pladsen. Nielsen begrundede denne beslutning med at DR ønskede at satse mere på danskproduceret indhold, og animation fra andre lande og producenter end blot USA og Walt Disney-koncernen. Det ville samtidig også blive muligt at streame FredagsTamTam på DR TV, hvilket ikke var muligt med Disney Sjov.